# Hymn marines
Hymn marines jest oficjalnym hymnem United States Marine Corps. Jest to najstarsza oficjalnie zaaprobowana pieśń Sił Zbrojnych Stanów Zjednoczonych. „Hymn marines” jest zazwyczaj śpiewany przez żołnierzy Korpusu w postawie zasadniczej dla wyrażenia szacunku dla formacji. Jednakże trzecia zwrotka bywa używana także jako toast w czasie formalnych uroczystości, jak na przykład w czasie balów z okazji rocznicy powstania Korpusu.

## Historia
Niektóre części tekstu były popularne nim jeszcze powstał tekst pieśni. Wers „To the shores of Tripoli” odnoszący się do I wojny berberyjskiej, a zwłaszcza bitwy o Darnę powstał w roku 1805. Gdy kapitan Presley O’Bannon i jego marines po raz pierwszy zatknęli flagę amerykańską w Starym Świecie, dodany został wers „battle colors of the Corps”. Z kolei wers „The Halls of Montezuma” odnosił się do bitwy pod Chapultepec, stoczonej w czasie wojny amerykańsko-meksykańskiej, kiedy to oddziały marines szturmowały zamek Chapultepec.
Wprawdzie uważa się, że tekst pieśni wywodzi się z XIX wieku, nie istnieje zapis, który powstałby przed wiekiem XX. Autor jest również nieznany. Zgodnie z legendą miał to być żołnierz służący w Meksyku. Nieznany autor zbudował dwa pierwsze wersy hymnu: „From the Halls of Montezuma, to the Shores of Tripoli”, faworyzując eufonię i lekceważąc chronologię wydarzeń, co rzeczywiście wskazywałoby na kogoś, kto był w Meksyku, a o Trypolitanii tylko słyszał.
Muzyka została zaczerpnięta z duetu żandarmów z operetki Geneviève de Brabant Offenbacha, która miała swą premierę w Paryżu w roku 1859. W korespondencji pomiędzy pułkownikiem Albertem McLemorem a Walterem F. Smithem (drugim tamburmajorem orkiestry USMC), znajdujemy ślad następujący:
Major Richard Wallach, USMC, twierdzi, że w roku 1878, gdy był w Paryżu, aria, według której śpiewa się dziś hymn marines, była bardzo popularna,
na co Walter Smith, USMC, odpowiada: 
Majorowi Wallachowi należy pogratulować znakomitej pamięci muzycznej, aczkolwiek melodia ta nie pokrywa się dokładnie z hymnem marines, choć bez wątpienia ma on swe źródła w tej arii. Otrzymałem jednak wiadomość od jednego z członków orkiestry, który ma żonę Hiszpankę (latynoskę) twierdzącą, że zna tę melodię z dzieciństwa, co oznaczałoby, że muzyka została zapożyczona z jakiejś piosenki meksykańskiej.
Na niektórych stronach internetowych znajdują się stwierdzenia, że Marine Corps zgłosił prawa autorskie do swego hymnu 19 sierpnia 1891 roku, ale to nieprawda; prawa autorskie zostały zgłoszone 18 sierpnia 1919 roku. W roku 1929 ówczesny komendant Korpusu zaaprobował trzy pierwsze zwrotki hymnu, ale zmienił jednocześnie piąty, szósty, siódmy i ósmy wers pierwszej z nich:
| Wersja sprzed roku 1929                                                                                   | Autoryzowane zmiany |
| --- | --- |
| Admiration of the nation, we're the finest ever seen; And we glory in the title Of United States Marines. | First to fight for right and freedom And to keep our honor clean; We are proud to claim the title Of United States Marine. |

Starszą wersję można było usłyszeć w filmie z roku 1950 Halls of Montezuma. 21 listopada 1942 roku komendant Thomas Holcomb zaaprobował zmianę czwartego wersu pierwszej zwrotki z „On the land as on the sea” na „In the air, on land, and sea” dla odzwierciedlenia utworzenia lotniczego skrzydła USMC.

## Tekst hymnu
From the Halls of Montezuma,
To the shores of Tripoli;
We fight our country's battles
In the air, on land, and sea;
First to fight for right and freedom
And to keep our honor clean:
We are proud to claim the title
Of United States Marine.
Our flag's unfurled to every breeze
From dawn to setting sun;
We have fought in every clime and place
Where we could take a gun;
In the snow of far-off Northern lands
And in sunny tropic scenes;
You will find us always on the job
The United States Marines.
Here's health to you and to our Corps
Which we are proud to serve;
In many a strife we've fought for life
And never lost our nerve;
If the Army and the Navy
Ever look on Heaven’s scenes;
They will find the streets are guarded
By United States Marines.

## Wersje dodatkowe
Na przestrzeni lat powstawały nieoficjalne i półoficjalne wersje hymnu dla upamiętnienia kolejnych walk lub akcji. Dla przykładu zwrotka dodana z okazji zajęcia Islandii w czasie II wojny światowej:
Again in 1941,
We sailed a north'ard course
and found beneath the midnight sun,
the Viking and the Norse.
The Iceland girls were slim and fair,
and fair the Iceland scenes,
and the Army found in landing there,
the United States Marines.